# 木原城 (常陸国)
木原城（きはらじょう）または神越城（かみこしじょう）は、茨城県稲敷郡美浦村にあった日本の城（平山城）。

## 概要
霞ヶ浦南岸に位置し、三の丸、二の丸、本丸（詰曲輪）に向かうに従い標高が低くなるという特徴がある。現在、本丸跡地は「木原城址城山公園」として整備され、春には城山まつりが行われている。二の丸、三の丸跡地は畑になっている。
土岐氏の家臣である近藤氏の居城として知られるが、城や城主近藤氏に関する直接的な史料は極めて少なく、不明な点が多いという。

## 歴史
近藤氏菩提寺の永厳寺寺伝によると、永正元年（1504年）に居城を失った近藤利勝が「神越之城」に移り住み、永正3年（1506年）には「神越村を木原と改む」とあり、木原城の事とされる。ただしこの「神越之城」と現在の木原城跡が同じ城かは不明とされる。同年、近藤義勝が城主になった。
永禄5年（1562年）、土岐治美が改修をし、近藤義勝が城の守備を任された。
天正2年（1574年）に小田氏の家臣で上条城主の江戸崎監物が寝返り落城した。さらに天正11年（1583年）に常陸国の大半を支配していた、佐竹義重、佐竹義宣、蘆名盛重らの軍に攻められ、また落城した。
天正18年（1590年）に豊臣秀吉の攻撃を受けて後北条氏が滅亡すると、勢力を失った土岐氏の城は、秀吉の家臣となった佐竹義宣に降伏し、天正19年（1591年）蘆名盛重が支配するようになった。関ヶ原の戦いの後、慶長8年（1603年）に徳川家の譜代大名だった内藤清成、青山忠成の所領になったがこの頃に廃城になった。

## 関連文化財
肖像画「絹本著色近藤利勝像」
城主・近藤利勝を描いた肖像画が発見され、2019年（平成31年）に村の有形文化財に指定された。